# Triodia adriaticus
Triodia adriaticus is een vlinder uit de familie van de wortelboorders (Hepialidae). De wetenschappelijke naam van de soort is voor het eerst geldig gepubliceerd door Osthelder in 1931.
De soort komt voor in Europa.